# Luttenbaechel
Der Luttenbaechel (Ruisseau Luttenbaechel) ist ein zwei Kilometer langer linker Zufluss der Andlau im französischen Département Bas-Rhin in der Region Grand Est.

## Geographie

### Verlauf
Der Luttenbaechel entspringt auf einer Höhe von 740 m in der Forêt de la Ville de Strasbourg in den Mittelvogesen nordwestlich der D426. Er fließt zunächst in südlicher Richtung, bis ihn bei Baronsmatt von links der kleine Luttelbach speist. Der Luttenbaechel wendet sich nun nach Südsüdwest und mündet schließlich östlich von Le Hohwald, unweit der Rue de la Vallée, auf einer Höhe von 541 m in die Andlau.

### Zuflüsse
- Luttenbach (links)